# Chuderovec
Chuderovec (deutsch Kleinkaudern) ist ein Dorf in der Gemeinde Chuderov (Großkaudern) im Kreis Ústí nad Labem.

## Lage

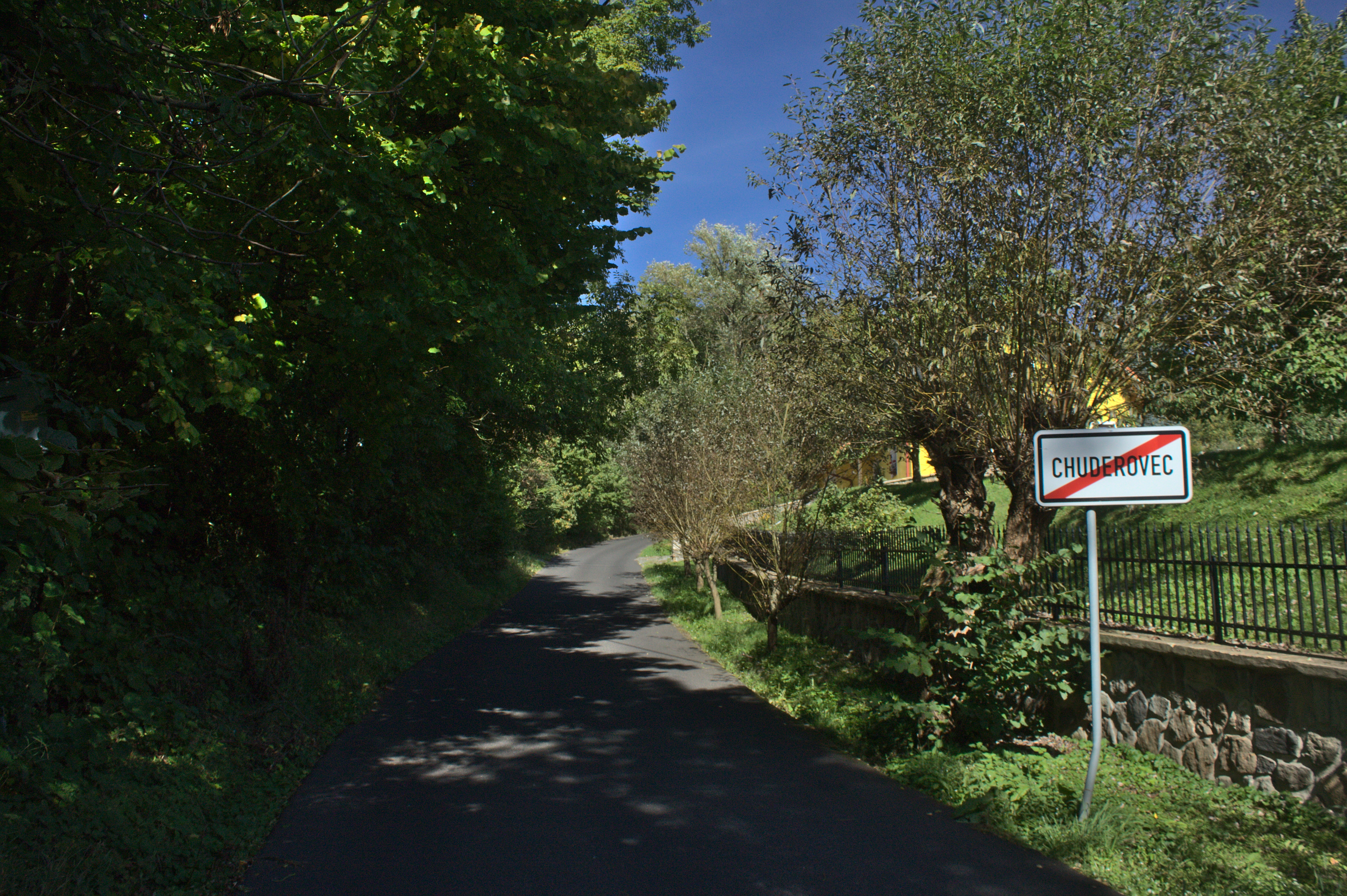
Ortsausgang

Der Ort liegt etwa 1 km nördliches seines nicht nur des Namens wegen größeren Pendants und damit etwa 5 km entfernt von Ústí nad Labem (Aussig). Der Ort bildet einen eigenen Katasterbezirk.

## Geschichte
Kleinkaudern wurde erstmals 1348 erwähnt. 2011 lebten im Chuderovec 86 Personen.

## Persönlichkeiten
- Franz Böns (1847–1930), Landwirt, Abgeordneter des Böhmischen Landtags

## Belege
1. ↑  STATISTICKÝ LEXIKON OBCÍ ČESKÉ REPUBLIKY 2013 Podle správního rozdělení k 1. 1. 2013 a výsledků sčítání lidu, domů a bytů k 26. březnu 2011 Zpracoval Český statistický úřad ve spolupráci s Ministerstvem vnitra ČR (Memento des Originals vom 6. März 2016 im Internet Archive)  Info: Der Archivlink wurde automatisch eingesetzt und noch nicht geprüft. Bitte prüfe Original- und Archivlink gemäß Anleitung und entferne dann diesen Hinweis.. 1. Januar 2013, S. 318, abgerufen am 16. März 2024 (cz).